# Eucypris elongata
Eucypris elongata är en kräftdjursart. Eucypris elongata ingår i släktet Eucypris och familjen Cyprididae. Inga underarter finns listade i Catalogue of Life.